# Bariumferraat(VI)
Bariumferraat  is een anorganische verbinding van barium en ijzer, met als brutoformule BaFeO4. De stof komt voor als een kastanjebruine vaste stof, die onoplosbaar is in water. Bariumferraat is een sterke oxidator door de aanwezigheid van het oxiderende zeswaardig ijzer. De aanwezigheid van twee ongepaarde elektronen in het ferraat(VI)ion maakt de stof paramagnetisch. De stof is isostructureel met {\displaystyle {\ce {BaSO4}}} met een tetraëdrisch {\displaystyle {\ce {FeO4-}}}-ion.

## Synthese
Bariumferraat kan worden bereid uit een reactie van kaliumferraat(VI) en bariumchloride (dihydraat). Hierbij wordt een 86,5% zuivere bariumferraat verkregen. 
Een alternatieve methode is de oxidatie van ijzer met kaliumnitraat tot oplosbaar kaliumferraat(VI):
{\displaystyle {\ce {Fe + 2KNO3 -> K2FeO4 + N2 + O2}}}
Kaliumferraat wordt neergeslagen met bariumchloride:
{\displaystyle {\ce {K2FeO4 + BaCl2 -> BaFeO4 (v) + 2KCl}}}

## Reacties
Bariumferraat(VI) is de meest stabiele ferraat(VI)-verbinding. Het wordt ontleed door alle water-oplosbare zuren, inclusief koolzuur. Als door een suspensie van gehydrateerd {\displaystyle {\ce {BaFeO4}}} koolstofdioxide geleid wordt, ontleed de verbinding compleet in bariumcarbonaat, ijzer(III)hydroxide en zuurstof:
{\displaystyle {\ce {4BaFeO4 \ + \ 4CO2 \ + \ 6H2O \ -> \ 4BaCO3 \ + \ 4Fe(OH)3 \ + \ 3O2}}}

## Toepassingen
Bariumferraat vindt toepassing in de organische synthese als oxidator (het is sterker oxiderend dan kaliumpermanganaat). Het vindt ook toepassing als kathode in de super-ijzerbatterij.